# Рагби репрезентација Зимбабвеа
Рагби јунион репрезентација Зимбабвеа је рагби јунион тим који представља Зимбабве у овом екипном спорту. Рагби се у Зимбабвеу игра преко 100 година и Зимбабве је једна од најбољих рагби репрезентација са афричког континента. Зимбабве је учествовао на прва два светска првенства у рагбију ( 1987, 1991 ).
== Тренутни састав ==
Ројал Мвале
Нико Њемба
Денфорд Мутамангира 
Лоренс Клеминсон
Пиетер Жуберт
Кевин Нквинди
Фараи Мударики
Татенда Мурвира
Санеле Сибанда
Антуне Чипендо
Ендру Роуз
Норман Мукондива
Кингсли Ленг
Хилтон Мударики
Бојд Роуз
Клеопас Макотозе
Теди Хвата
Шејн Макомб
Тангаи Немадире